# Ostmannturm

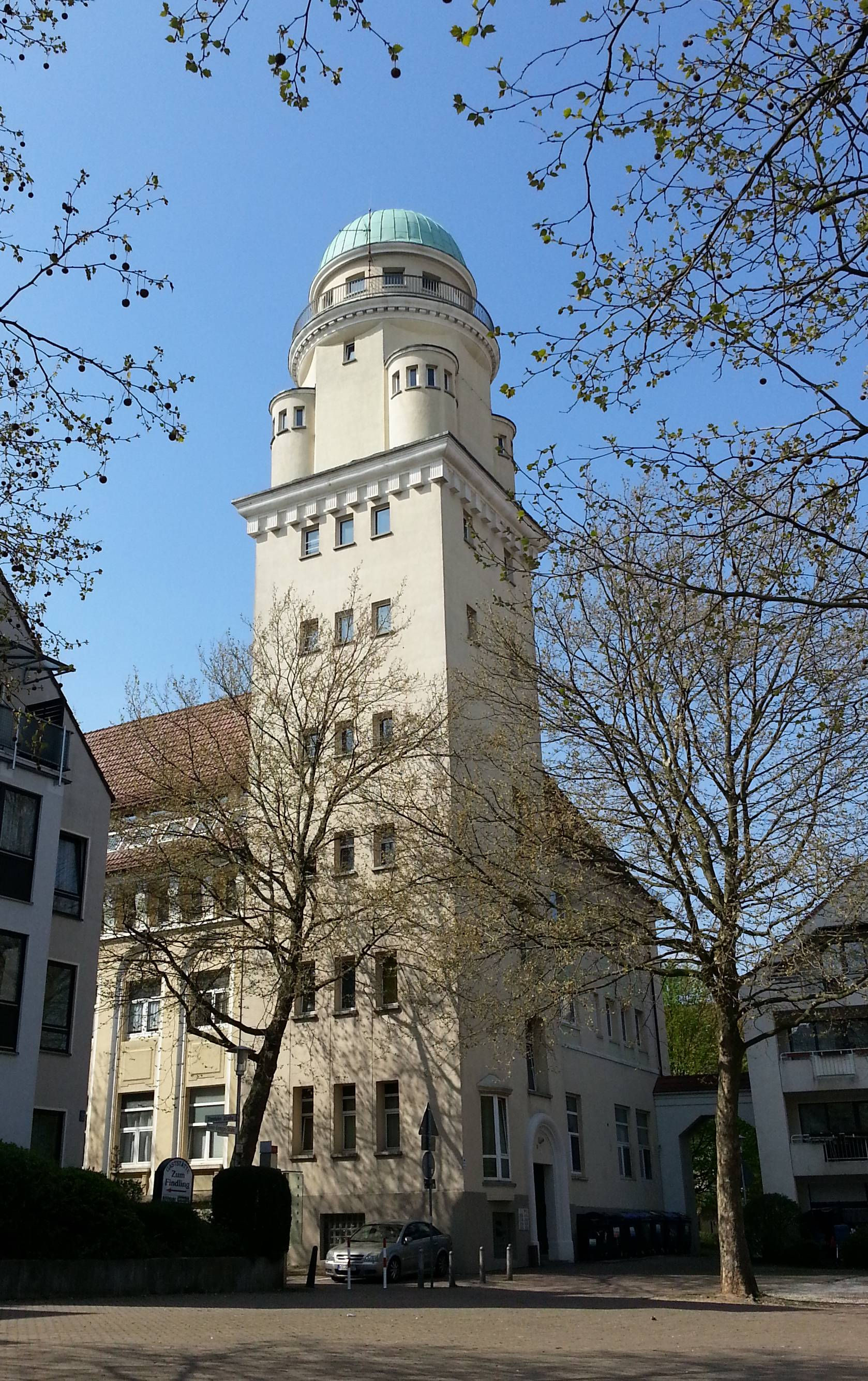
Ostmannturm in Bielefeld

Der Ostmannturm ist ein 34 Meter hoher ehemaliger Wasserturm in Bielefeld, Hanns-Bisegger-Straße 7 (Stadtbezirk Mitte). Mit seinem kupfernen Turmhelm ist er eines der Wahrzeichen der Stadt und namensgebend für das Ostmannturmviertel. Der Turm ist in ein dreigeschossiges Fabrikgebäude integriert, der Baukomplex wurde nach seinen wechselnden Nutzungen auch „Schlachterkirche“ und später „Pfefferkirche“ genannt. Er wird heute als Studentenwohnheim genutzt und steht unter Denkmalschutz.

## Geschichte
Das Fabrikgebäude mit Wasserturm wurde 1912–1914 als „Schlachthaus“ bzw. Fleischwarenfabrik des Bielefelder Konsumvereins erbaut. Der Konsumverein wurde 1938 durch die Nationalsozialisten aufgelöst. Das Gebäude gelangte in den Besitz des Gewürzunternehmens Ostmann, das darin bis 1978 mehrere Gewürzmühlen betrieb.
Das damalige Industrieviertel wurde im Zuge eines städtischen Sanierungsprogramms in ein Wohnquartier umgewandelt. Der Turm ist das einzige noch erhaltene Zeugnis der ehemals dichten Gewerbebebauung.
Das Sozialwerk der Bielefelder Freimaurer e.V. erwarb das sechsgeschossige Gebäude von der Stadt Bielefeld und wandelte es 1980 zum Studentenwohnheim um.